# Rhizoplagiodontia lemkei
Rhizoplagiodontia lemkei är en utdöd bäverråtta som beskrevs av Loren P. Woods 1989. Rhizoplagiodontia lemkei är ensam i släktet Rhizoplagiodontia som ingår i familjen bäverråttor. Inga underarter finns listade i Catalogue of Life.
Gnagaren levde i sydvästra Haiti.
Enligt undersökningar av kvarlevorna liknade arten den Dominikanska bäverråttan (Plagiodontia aedium) och de andra arterna i släktet Plagiodontia. Skillnader finns i avvikande detaljer av tändernas konstruktion. Ben och skallar av arten hittades främst i grottor i dalgångar med kalkstensklippor. Regionen var en längre tid täckt med tät skog efter att Västindiens ursprungsbefolkning nådde ön. Några avlagringar är 3700 år gamla men i andra avlagringar hittades kvarlevor tillsammans med rester av råttor. Därför antas att Rhizoplagiodontia lemkei försvann efter européernas ankomst.